# دوراهی (فیلم ۲۰۲۳)
دوراهی! (به انگلیسی: Failure!) یک فیلم کمدی، جنایی و درام مکزیکی-آمریکایی محصول سال ۲۰۲۳ به نویسندگی و کارگردانی الکس کاهوم است. در این فیلم تد ریمی، مریک مک‌کارتا، نوئل داگلاس اورپوت، ملیسا دیاز و کریستین مولی ایفای نقش می‌کنند.
این فیلم در ۲۸ ژانویه ۲۰۲۵ به صورت ویدیویی منتشر شد.

## داستان
در عرض یک ساعت، یک تاجر باید بین امور مالی یا قتل خود یکی را انتخاب کند تا خانواده خود را در امان نگه دارد.

## ساخت
این فیلم در یک قطعه ۸۷ دقیقه‌ای گرفته شده است. ریمی گفت که فیلمبرداری اصلی از تمرین تا گرفتن نهایی سه روز طول کشید. این اولین فیلم در نوع خود توسط یک کارگردان مکزیکی است که فیلم را در ایالات متحده فیلمبرداری کرده است.

## بازخوردها
در وب‌سایت جمع‌آوری نقد راتن تومیتوز از رای ۷ نقد منتقد، با میانگین امتیاز ۷٫۷ از ۱۰ مثبت است.